# Friedberg (Hessen)
Friedberg (Hessen) ist eine Mittelstadt am nördlichen Rand des Rhein-Main-Gebiets und der Verwaltungssitz des Wetteraukreises. Die ehemalige Freie Reichsstadt und Messestadt gehörte im Mittelalter zu den wichtigsten Städten im heutigen Hessen. Die reiche Vergangenheit lässt sich bis heute im gut erhaltenen Stadtbild ablesen. Zu den bekannten Sehenswürdigkeiten gehören die ehemalige Reichsburg, die gotische Stadtkirche und die mittelalterliche Mikwe (Judenbad).

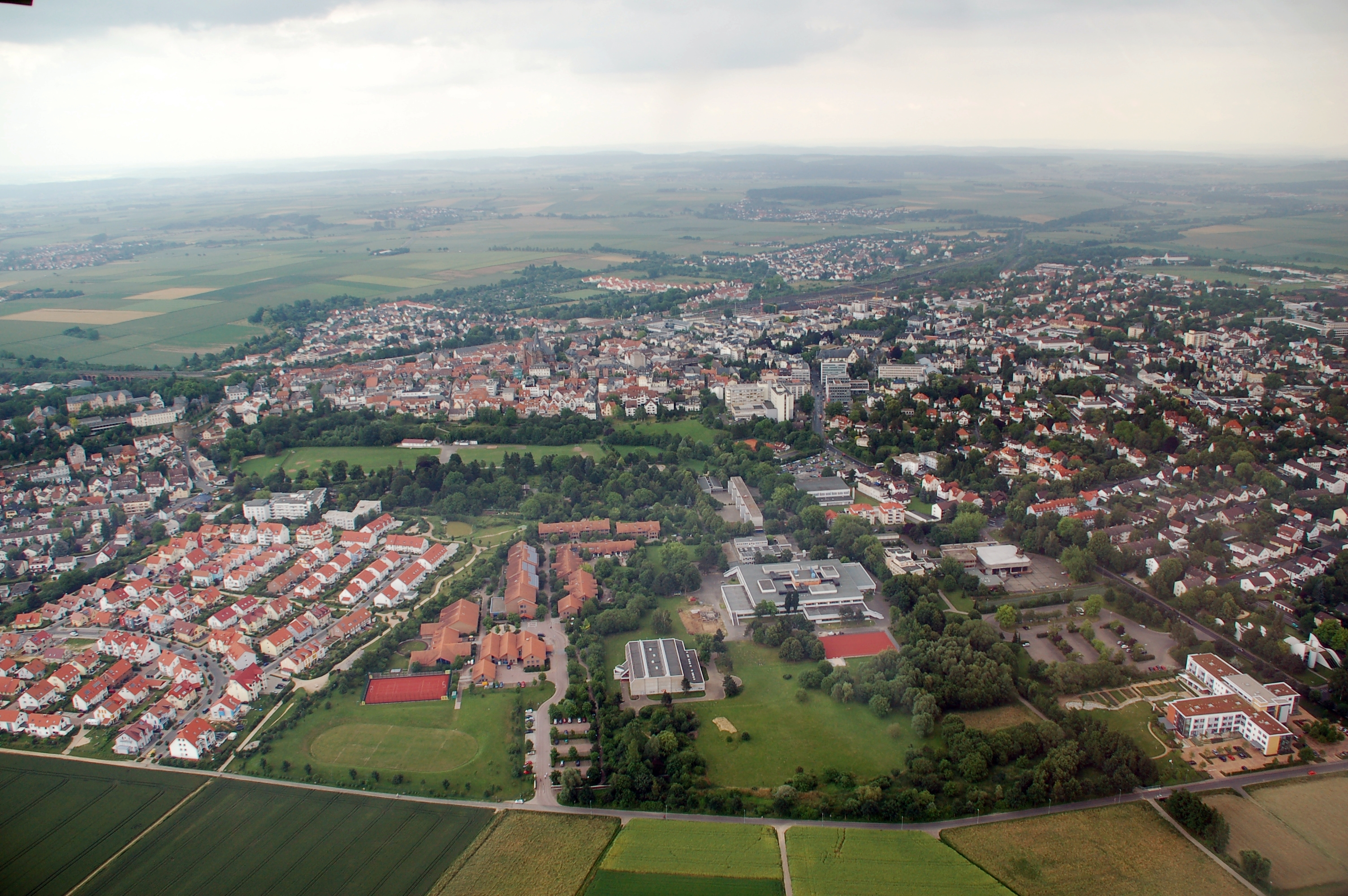
Luftaufnahme 2007

## Geografie

### Geografische Lage
Friedberg befindet sich etwa 30 km nördlich von Frankfurt am Main in der Wetterau. Die Stadt liegt an der Usa kurz vor deren Einmündung in die Wetter. Die Stadtkirche im Zentrum der Stadt befindet sich auf einer Höhe von 159 Metern über dem Meeresspiegel. Nach Westen reicht die Friedberger Gemarkung bis in den Taunus hinauf auf den 518 Meter hohen Steinkopf.

### Nachbargemeinden
Friedberg grenzt im Norden an die Gemeinde Ober-Mörlen, die Stadt Bad Nauheim und die Gemeinde Wölfersheim, im Osten an die Stadt Reichelsheim, die Stadt Florstadt und die Stadt Niddatal, im Süden an die Gemeinde Wöllstadt und die Stadt Rosbach vor der Höhe sowie im Westen an die Gemeinde Wehrheim (Hochtaunuskreis).

### Stadtgliederung
Friedberg besteht neben der Kernstadt aus den Stadtteilen Bruchenbrücken, Dorheim, Ockstadt, Ossenheim und Bauernheim. Fauerbach (1131 Woverebach genannt) wurde schon 1901 eingemeindet und gehört heute zur Kernstadt.

### Einwohnerentwicklung
Stadt
Die folgende Tabelle zeigt die Zahl der Einwohner mit Hauptwohnung in Friedberg inklusive der Stadtteile, jeweils zum 31. Dezember.

Einwohnerentwicklung der Stadt Friedberg von 1998 bis 2016

| Jahr | Einwohner |
| ---- | --------- |
| 1999 | 26.667    |
| 2000 | 26.751    |
| 2001 | 27.173    |
| 2002 | 27.508    |
| 2003 | 27.488    |
| 2004 | 27.592    |
| 2005 | 27.142    |
| 2006 | 28.398    |

| Jahr | Einwohner |
| ---- | --------- |
| 2007 | 29.861    |
| 2008 |           |
| 2009 |           |
| 2010 | 27.527    |
| 2011 | 27.400    |
| 2012 | 27.537    |
| 2013 | 27.758    |
| 2014 | 27.859    |

| Jahr | Einwohner |
| ---- | --------- |
| 2015 | 28.156    |
| 2016 | 28.596    |
| 2017 | 28.962    |
| 2018 | 29.180    |
| 2019 | 29.401    |
| 2020 | 29.477    |
| 2021 | 29.674    |
| 2022 | 30.818    |

Stadtteile Zensus 2011 und 2022
| Stadtteil      | Einwohner 2011 | Einwohner 2022 |
| -------------- | -------------- | -------------- |
| Bauernheim     | 654            | 734            |
| Bruchenbrücken | 1782           | 1855           |
| Dorheim        | 2334           | 2476           |
| Kernstadt      | 18.237         | 22.189         |
| Ockstadt       | 3183           | 3076           |
| Ossenheim      | 1149           | 1220           |

## Geschichte

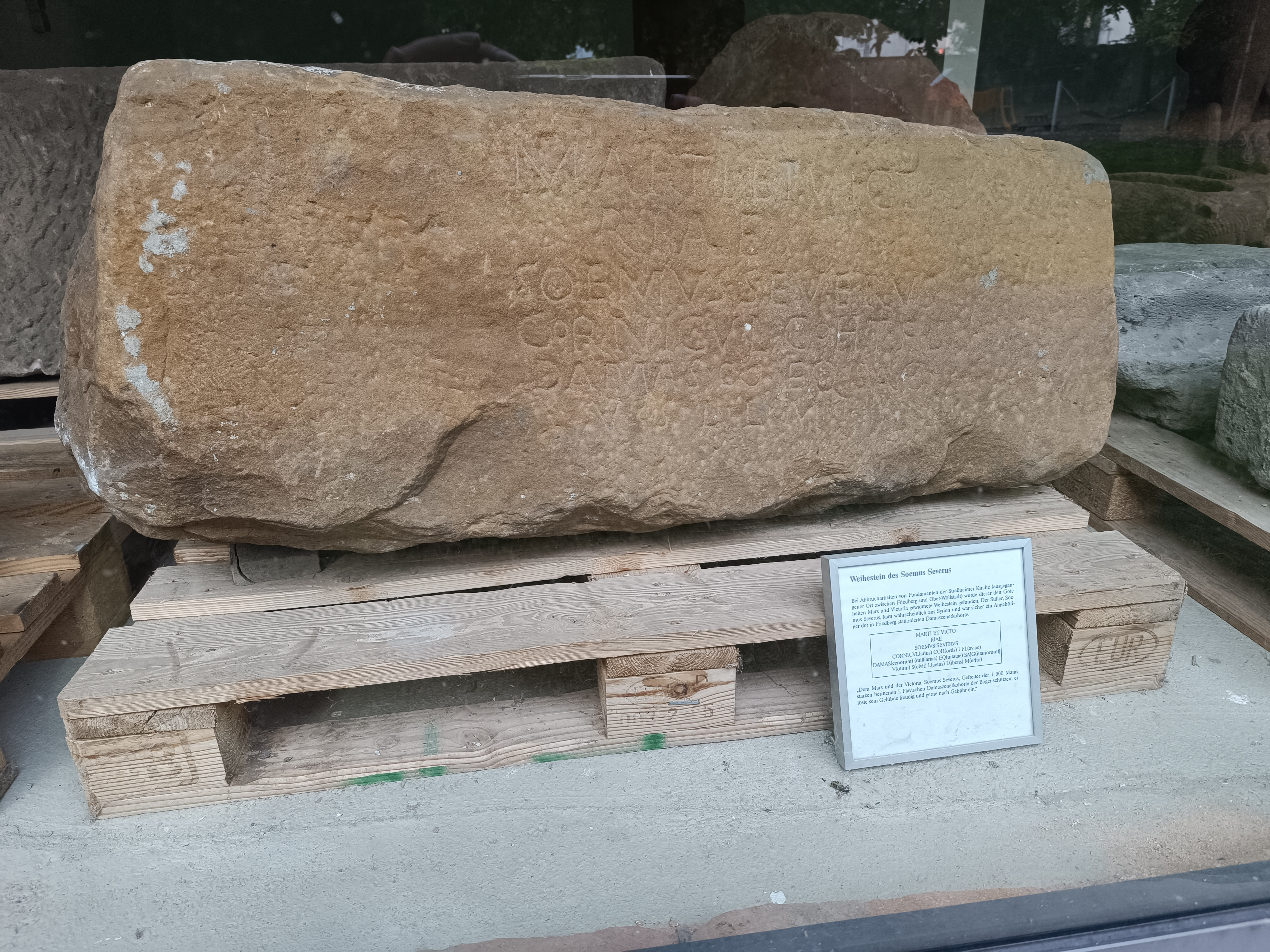
In der Friedberger Innenstadt ausgestellter Weihestein des Soemus Severus, dessen Inschrift auf die einst im römischen Kastell stationierte tausend Mann starke Auxiliareinheit teilberittener syrischer Bogenschützen Bezug nimmt.

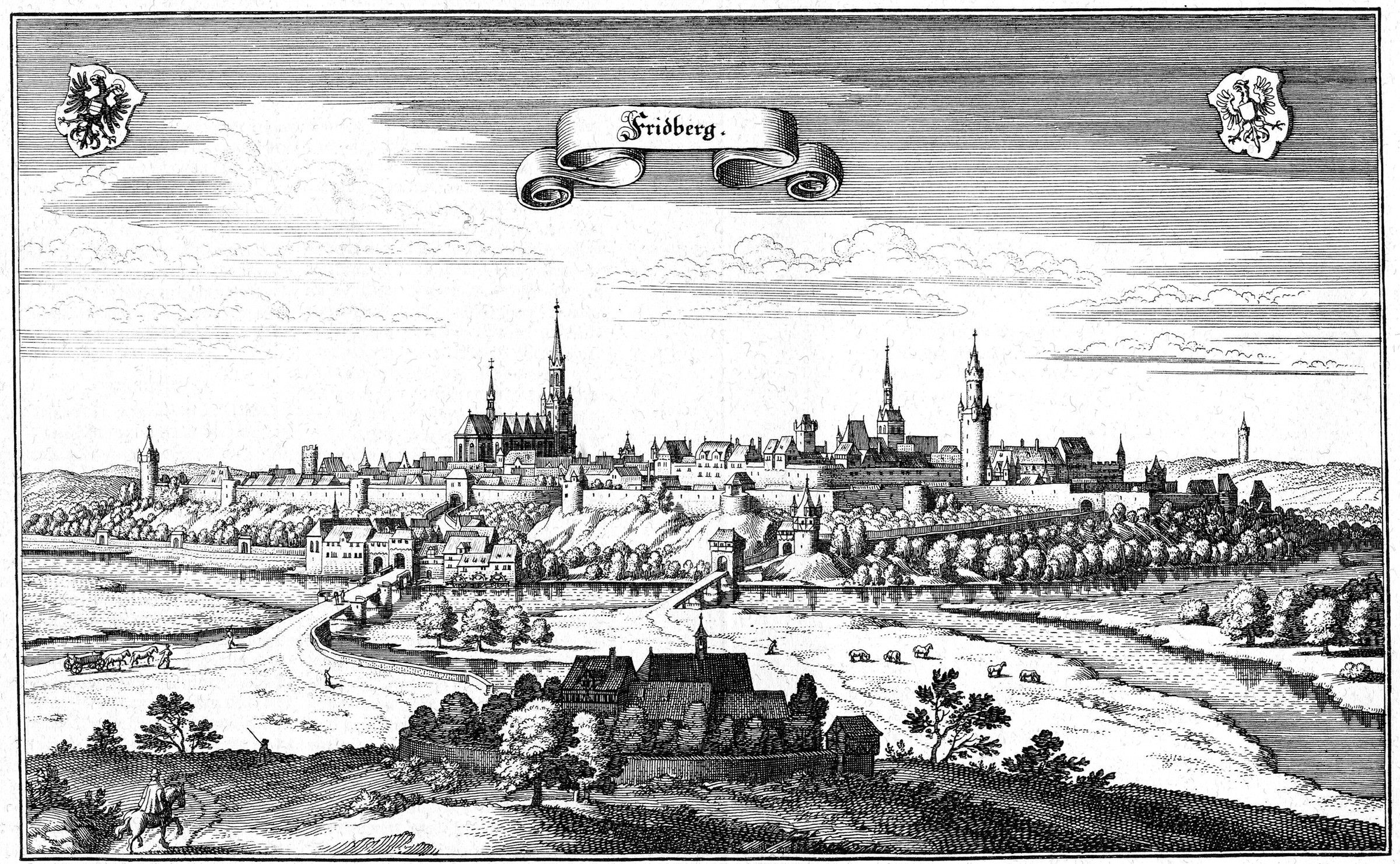
Friedberg – Auszug aus der Topographia Hassiae von Matthäus Merian 1655

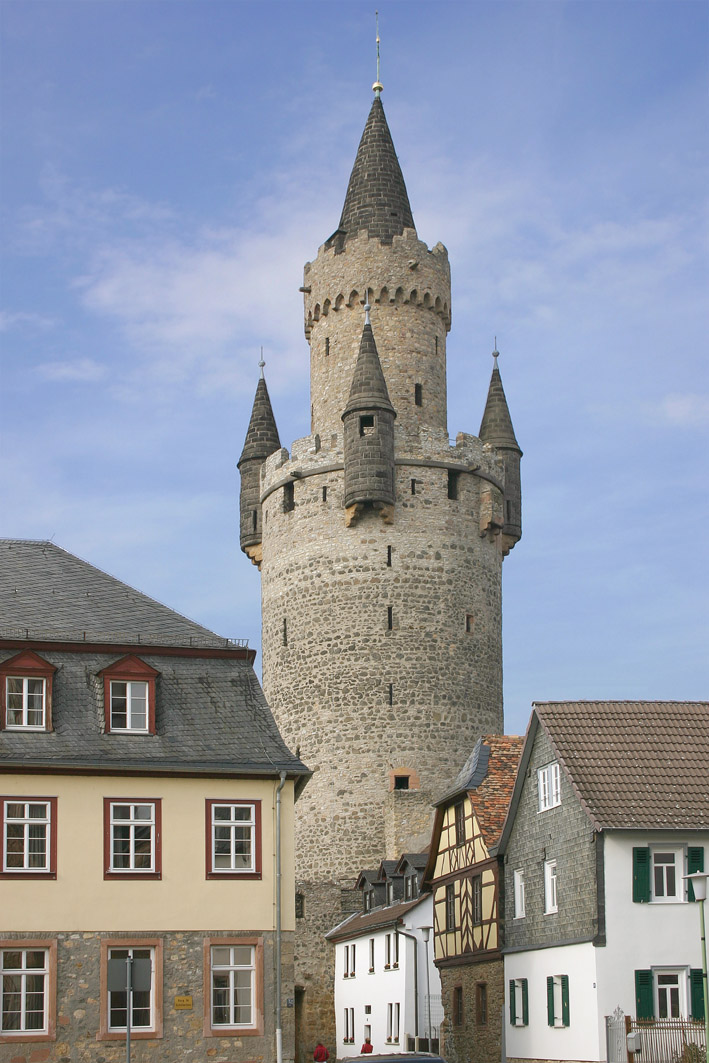
Der Adolfsturm in Friedberg ist ein Butterfassturm

### Römerzeit
Auf dem Friedberger Burgberg befand sich am Anfang des 1. Jahrhunderts n. Chr. ein römisches Militärlager, das möglicherweise im Rahmen der Germanicus-Feldzüge (14 bis 16 n. Chr.) errichtet wurde. Nach dem Ende der Feldzüge war Friedberg jahrzehntelang ohne römische Besatzung. Erst unter der Regierung Kaiser Vespasians 69–79 wurde auf dem Burgberg wieder ein römisches Kastell errichtet. Diese mehrfach erweiterte und umgebaute Anlage wurde mit dem Rückzug der Römer auf die Rheingrenze um 260 n. Chr. aufgegeben.
Westlich des Kastells wurde gegen Ende des 1. Jahrhunderts n. Chr. eine kleinere Militärziegelei betrieben, in der auch Gefäße gebrannt wurden. Gestempelte Ziegel stammen von der cohors IV Aquitanorum und der cohors I Flavia Damascenorum. Heute noch sichtbar ist der ausgegrabene Rest einer kleinen Badeanlage, vermutlich Teil der Kommandantur des Kastells. Es wird vermutet, dass das von Tacitus erwähnte castellum in monte tauno, das zu Zeiten des Humanismus namensgebend für den Taunus wurde, das Kastell im heutigen Friedberg bezeichnete.

### Mittelalter
Stadt und Burg Friedberg liegen auf einem Basaltfelsen mitten in der Wetterau. Sie wurden vermutlich im Auftrag Kaiser Friedrich Barbarossas zwischen 1171 und 1180 gegründet. Die Stadt entstand nach einem staufischen Stadtgrundriss als Planstadt. Die älteste erhaltene Urkunde, die die Burg bezeugt, stammt aus dem Jahr 1216, die älteste, die die Stadt bezeugt, aus dem Jahr 1219.
Beide – Reichsburg und Reichsstadt – waren rechtlich selbständige Einheiten mit eigenem Territorium innerhalb des Heiligen Römischen Reichs Deutscher Nation. Allerdings war der Burggraf von Anfang an auch Vertreter des Königs gegenüber der Stadt. Im Laufe der Jahrhunderte – vor allem in der Phase des wirtschaftlichen Niedergangs der Stadt am Ende des Mittelalters – gelang es der Burggrafschaft zunehmend, in die Strukturen der Stadt einzudringen. Höhepunkt dieser Entwicklung war die Übernahme der halben Reichspfandschaft über die Stadt durch die Burg 1535. 
Grundlage der wirtschaftlichen Entwicklung der Stadt Friedberg war die Tuchproduktion. In Friedberg fanden jährlich zwei Messen statt. Das begehrte Friedberger Tuch erreichte Handelsplätze von Lübeck bis Wien, von Schlesien bis in den Niederlanden. Im 14. Jahrhundert hatte Friedberg ca. 3.000 Einwohner – für damalige Verhältnisse eine Stadt mittlerer Größe. Eine jüdische Gemeinde bestand seit 1241; sie umfasste zusätzlich einige hundert Menschen.
Innere soziale Konflikte, schwere Stadtbrände (1383 und 1447) und eine wirtschaftliche Depression ließen die Stadt in ihrer Bedeutung sinken. Ende des 14. Jahrhunderts hatten die Friedberger Messen nur noch lokale Bedeutung, die Tuchproduktion ging zurück. Die Frankfurter Messe verdarb als Konkurrenz den Markt. Die Stadt verschuldete sich in dieser Phase des Niedergangs zusehends.
Das Alte Reich verpfändete die Reichsstadt Friedberg seit 1347 mehrfach an verschiedene Herren. 1497 gab es in Friedberg nur noch etwa 1.300 Einwohner, reichere Bürger zogen vielfach nach Frankfurt.

### Frühe Neuzeit
1552 wurde die Reichsstadt evangelisch.
Aus Friedberg sind von 1574 bis 1665 zwölf Hexenprozesse bezeugt.
Stellvertretend für alle Opfer wurde Susanna Edelhäuser 1995 mit einer Straßenbenennung geehrt.

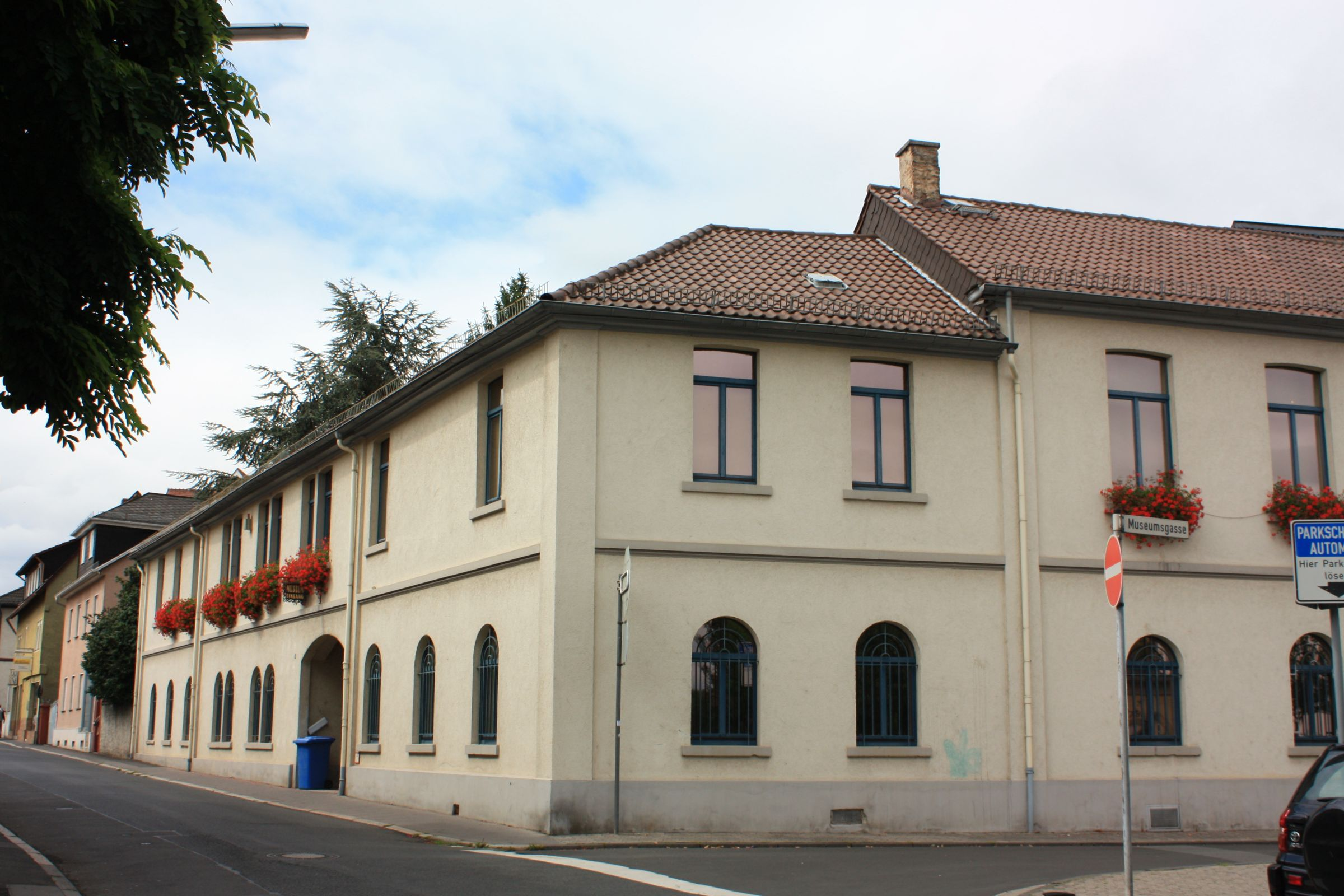
Wetterau-Museum Friedberg

Die Stadt litt – bedingt durch ihre Lage an verschiedenen Fernstraßen – stark unter kriegerischen Ereignissen, dem Dreißigjährigen Krieg, dem Siebenjährigen Krieg, den französischen Revolutionskriegen und den damit verbundenen Plünderungen. Im Alten Reich gehörte sie dem Oberrheinischen Reichskreis an. Zu einer kurzen Randnotiz der Literaturgeschichte gereichte der Stadt ein unfreiwilliger Besuch des jungen Johann Wolfgang von Goethe; in einem Brief vom 10. November 1772 klagt er, er sitze „ietzo im leidigen Friedberg“.

### Neuzeit

#### Recht und Verwaltungszugehörigkeit
Friedberg gehörte zum Gebiet des Gemeinen Rechts, das hier ohne die Überlagerung von Partikularrecht galt. Dieses behielt seine Geltung auch während der Zugehörigkeit zum Großherzogtum Hessen im 19. Jahrhundert, bis es zum 1. Januar 1900 von dem einheitlich im ganzen Deutschen Reich geltenden Bürgerlichen Gesetzbuch abgelöst wurde.
1803 fiel die Stadt durch den Reichsdeputationshauptschluss mit damals etwa 2.000 Einwohnern und 1806 die Burg Friedberg an das Großherzogtum Hessen. Allerdings wurden beide erst 1834 vereinigt. Die Stadt Friedberg wurde innerhalb der Verwaltung als Amt Friedberg geführt. In der Frühen Neuzeit waren Ämter eine Ebene zwischen den Gemeinden und der Landesherrschaft. Die Funktionen von Verwaltung und Rechtsprechung waren hier nicht getrennt. 
1821 kam es zu einer Justiz- und Verwaltungsreform, mit der auch die Trennung der Rechtsprechung von der Verwaltung auf unterer Ebene umgesetzt wurde. Auch das „Amt Friedberg“ wurde dabei aufgelöst. Die bisher durch das Amt vorgenommene Verwaltung wurde von dem neu gebildeten Landratsbezirk Butzbach, die Rechtsprechung vom Landgericht Friedberg übernommen.
Anlässlich der Gebiets- und Verwaltungsreform 1832 wurden wiederum die Landratsbezirke aufgelöst und größere Kreise formiert. Friedberg gehörte fortan zum Kreis Friedberg. Im Zuge der Revolution von 1848 im Großherzogtum Hessen kam es zu einer erneuten Gebietsreform: Die Kreise wurden aufgelöst und größere Regierungsbezirke gebildet. Friedberg war nun der Hauptort des Regierungsbezirks Friedberg. Dies wurde nur vier Jahre später, nachdem die Reaktion gesiegt hatte, wieder rückgängig gemacht und der vorrevolutionäre Zustand wieder hergestellt. Bei dieser Kreiszugehörigkeit blieb es, bis der Landkreis Friedberg zum 1. August 1972 aufgelöst und überwiegend im neu gebildeten Wetteraukreis aufging, zu dem Friedberg seitdem gehört.

#### Wirtschaftliche Entwicklung
Der Bau der Main-Weser-Bahn (1850–1852) führte langsam wieder zu einem wirtschaftlichen Aufstieg. Die erste Automobil-Post-Linie der Deutschen Reichspost verkehrte 1906 zwischen Friedberg und Ranstadt.

#### Zweiter Weltkrieg
Am 29. März 1945 wurde Friedberg von Truppen der 3. US Army besetzt. Dabei konnte der US-amerikanische Kommandeur, Major Smith, dafür sorgen, dass die Stadt nicht einfach zusammengeschossen wurde, sondern nach Verhandlungen mit verantwortlichen Wehrmachtsoffizieren geordnet übergeben und weiteres Blutvergießen sowie weitere Zerstörungen vermieden werden konnte.

### Eingemeindungen
Die ehemalige Gemeinde Fauerbach gehört bereits seit dem Jahr 1901 zu Friedberg. Sie wurde schon am 16. Februar 1035 in der Stiftungsurkunde des pfälzischen Klosters Limburg genannt und diesem damals von Kaiser Konrad II. geschenkt. Es heißt darin, das Kloster erhalte den Ort zum Eigentum, mit allen Rechten und Nutznießungen wie sie seither die rheinfränkischen Herzöge dort inne gehabt hätten.
Im Zuge der Gebietsreform in Hessen wurden am 31. Dezember 1971 die bis dahin selbständigen Gemeinden Bauernheim, Bruchenbrücken, Ockstadt und Ossenheim auf freiwilliger Basis in die Stadt Friedberg eingegliedert. Dorheim kam am 1. August 1972 kraft Landesgesetz hinzu.

## Gegenwart

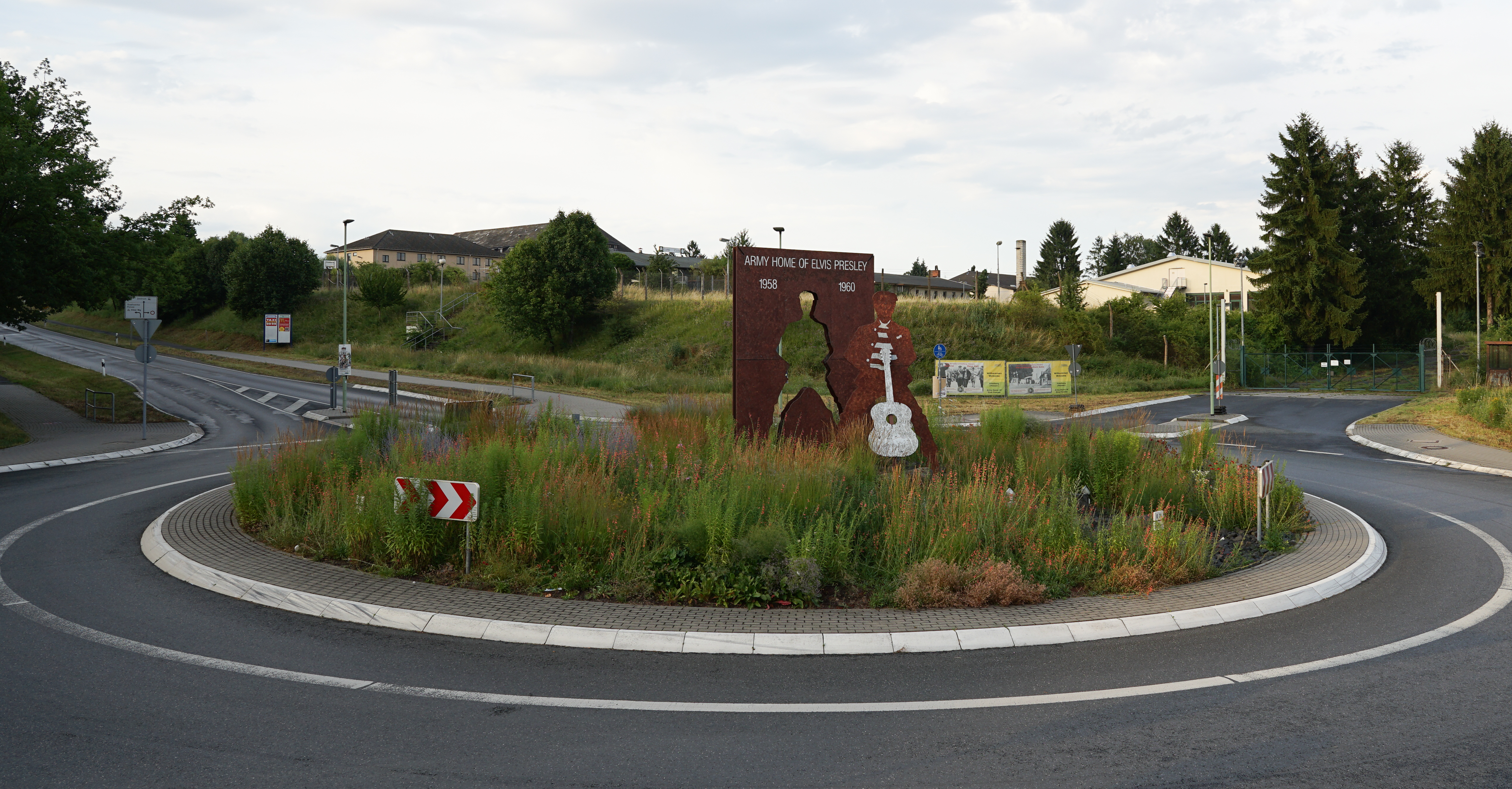
Elvis-Presley-Denkmal vor den ehemaligen Ray Barracks

Heute ist Friedberg kultureller Mittelpunkt der Wetterau mit vielen weiterbildenden Schulen, wie der Adolf-Reichwein-Schule, der Augustinerschule (gegr. 1543 vom Rat der Stadt, Anstellung des ersten Lehrers auf Empfehlung Philipp Melanchthons), der Henry-Benrath-Schule, dem Burggymnasium (nur Oberstufe), der Johann-Philipp-Reis Schule (Berufliche Schule des Landes Hessen, mit Oberstufe) und der Technischen Hochschule Mittelhessen, einer Fachhochschule. Der Adolfsturm, ein 58 m hoher Bergfried, ist heute Wahrzeichen der Stadt. In der Judengasse befindet sich ein monumentales unterirdisches Ritualbad/Mikwe von ca. 25 m Tiefe, das tiefste in Deutschland; es wurde 1260 von den gleichen Steinmetzen erbaut wie die frühgotische Hallenkirche (1260–1410). Am Ehrenmal, am heutigen Wasserturm, befindet sich das größte steinerne Stadtwappen Deutschlands (1927).

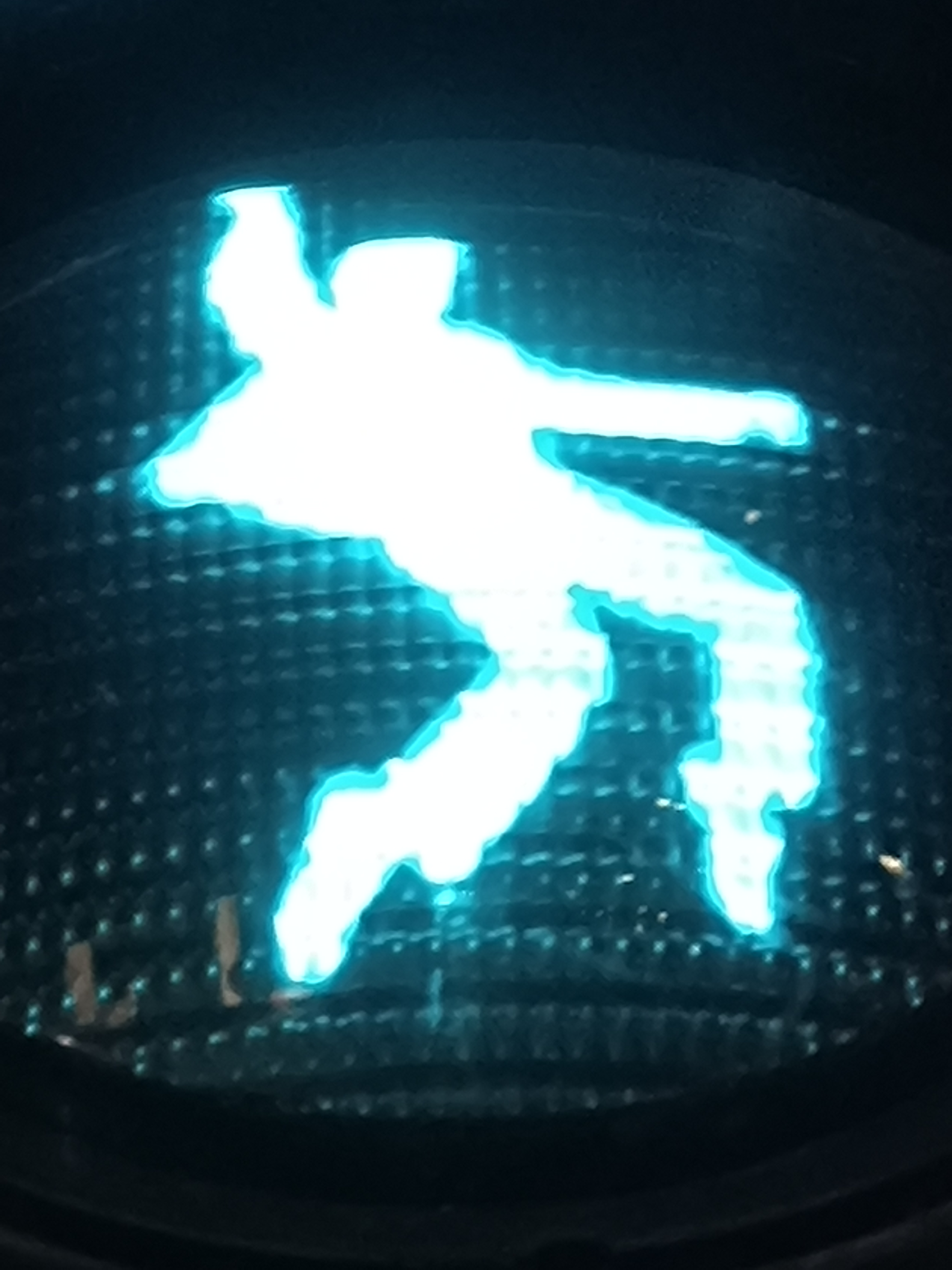
Elvis Presley als Ampelmännchen in der Friedberger Kaiserstraße

Von 1958 bis 1960 war Elvis Presley in Friedberg stationiert (hat aber privat im benachbarten Bad Nauheim gewohnt). Sein Wirken wurde im Wetterau-Museum gewürdigt. Zusätzlich ist ihm ein Ehrenmal am Elvis-Presley-Platz gewidmet und eine Statue vor den ehemaligen Ray Barracks auf dem Kreisel am Ortseingang aus Richtung Oberwöllstadt erinnert an ihn. Rund um den Elvis-Presley-Platz gibt es drei Elvis-Fußgängerampeln. Das rote Ampelmännchen zeigt den Sänger stehend am Mikro, das grüne Signal beim berühmten Hüftschwung.

## Religion und Kirchen
Zur Evangelischen Kirchengemeinde Friedberg gehören drei Pfarrbezirke und zwei Kirchen: Die gotische Stadtkirche und die frühklassizistische Burgkirche. Das stark sanierungsbedürftige Gemeindezentrum West aus dem Jahr 1980 wurde 2021 auf Druck der Landeskirche verkauft. Weitere evangelische Kirchengemeinden mit Kirchen gibt es in den Stadtteilen (Bauernheim: Michaelskirche, Bruchenbrücken: Erasmus-Alberus-Kirche, Dorheim: Johanniskirche, Fauerbach: Ossenheim).
Die katholische Pfarrgemeinde Mariä Himmelfahrt gehört zum Bistum Mainz. Sie verfügt in der Kernstadt von Friedberg über die moderne Heilig-Geist-Kirche, die namensgebende Marienkirche (bzw. Mariä Himmelfahrt) von 1882 und die kleine Georgskapelle am Rand der Seewiese sowie in Dorheim die St.-Anna-Kirche. Die St.-Jakobus-Kirche im Stadtteil Ockstadt wird im Sinne der Ökumene von beiden Konfessionen genutzt (Simultankirche). Auch die nördlich Ockstadts in den Obstwiesen gelegene Hollarkapelle gehört zur Pfarrei St. Jakobus Ockstadt.
Dazu gibt es eine freie evangelische Gemeinde, eine landeskirchliche Gemeinschaft, die dem Chrischona-Gemeinschaftswerk angehört, und im Stadtteil Ossenheim eine Gemeinde der Neuapostolischen Kirche.
Mit der Ayasofya-Moschee befindet sich seit dem Jahr 2000 eines der größten islamischen Gotteshäuser Hessens in Friedberg. In der Strassheimer Straße befindet sich seit 2014 die Dar-ul-Amaan Moschee der Ahmadiyya Muslim Jamaat.
Die nächste jüdische Gemeinde hat ihren Sitz im benachbarten Bad Nauheim.

## Politik

### Stadtverordnetenversammlung
Die Kommunalwahl am 14. März 2021 lieferte folgendes Ergebnis, in Vergleich gesetzt zu früheren Kommunalwahlen:
| Sitzverteilung in der Stadtverordnetenversammlung 2021Insgesamt 45 Sitze - Linke: 3 - SPD: 8 - Grüne: 11 - FDP: 4 - UWG: 5 - CDU: 14 | Parteien und Wählergemeinschaften | Parteien und Wählergemeinschaften                             | 2021  | 2021  | 2016  | 2016  | 2011  | 2011  | 2006  | 2006  | 2001  | 2001  |
| Sitzverteilung in der Stadtverordnetenversammlung 2021Insgesamt 45 Sitze - Linke: 3 - SPD: 8 - Grüne: 11 - FDP: 4 - UWG: 5 - CDU: 14 | Parteien und Wählergemeinschaften | Parteien und Wählergemeinschaften                             | %     | Sitze | %     | Sitze | %     | Sitze | %     | Sitze | %     | Sitze |
| Sitzverteilung in der Stadtverordnetenversammlung 2021Insgesamt 45 Sitze - Linke: 3 - SPD: 8 - Grüne: 11 - FDP: 4 - UWG: 5 - CDU: 14 | CDU                               | Christlich Demokratische Union Deutschlands                   | 31,2  | 14    | 32,2  | 14    | 33,4  | 15    | 39,1  | 18    | 45,5  | 20    |
| Sitzverteilung in der Stadtverordnetenversammlung 2021Insgesamt 45 Sitze - Linke: 3 - SPD: 8 - Grüne: 11 - FDP: 4 - UWG: 5 - CDU: 14 | Grüne                             | Bündnis 90/Die Grünen                                         | 25,0  | 11    | 15,0  | 7     | 19,4  | 9     | 9,7   | 4     | 9,9   | 4     |
| Sitzverteilung in der Stadtverordnetenversammlung 2021Insgesamt 45 Sitze - Linke: 3 - SPD: 8 - Grüne: 11 - FDP: 4 - UWG: 5 - CDU: 14 | SPD                               | Sozialdemokratische Partei Deutschlands                       | 18,5  | 8     | 25,6  | 12    | 33,1  | 15    | 37,0  | 17    | 36,2  | 16    |
| Sitzverteilung in der Stadtverordnetenversammlung 2021Insgesamt 45 Sitze - Linke: 3 - SPD: 8 - Grüne: 11 - FDP: 4 - UWG: 5 - CDU: 14 | UWG                               | Unabhängige Wählergemeinschaft Friedberg e. V. – Freie Wähler | 9,8   | 5     | 12,1  | 5     | 5,8   | 3     | 5,5   | 2     | 3,4   | 2     |
| Sitzverteilung in der Stadtverordnetenversammlung 2021Insgesamt 45 Sitze - Linke: 3 - SPD: 8 - Grüne: 11 - FDP: 4 - UWG: 5 - CDU: 14 | FDP                               | Freie Demokratische Partei                                    | 9,6   | 4     | 9,5   | 4     | 4,7   | 2     | 5,1   | 2     | 3,6   | 2     |
| Sitzverteilung in der Stadtverordnetenversammlung 2021Insgesamt 45 Sitze - Linke: 3 - SPD: 8 - Grüne: 11 - FDP: 4 - UWG: 5 - CDU: 14 | Linke                             | Die Linke                                                     | 5,9   | 3     | 5,7   | 3     | 3,5   | 1     | 3,6   | 2     | –     | –     |
| Sitzverteilung in der Stadtverordnetenversammlung 2021Insgesamt 45 Sitze - Linke: 3 - SPD: 8 - Grüne: 11 - FDP: 4 - UWG: 5 - CDU: 14 | WAL                               | Wetterauer Alternative Liste – Friedberg                      | –     | –     | –     | –     | –     | –     | –     | –     | 1,5   | 1     |
| Sitzverteilung in der Stadtverordnetenversammlung 2021Insgesamt 45 Sitze - Linke: 3 - SPD: 8 - Grüne: 11 - FDP: 4 - UWG: 5 - CDU: 14 | Gesamt                            | Gesamt                                                        | 100,0 | 45    | 100,0 | 45    | 100,0 | 45    | 100,0 | 45    | 100,0 | 45    |
| Sitzverteilung in der Stadtverordnetenversammlung 2021Insgesamt 45 Sitze - Linke: 3 - SPD: 8 - Grüne: 11 - FDP: 4 - UWG: 5 - CDU: 14 | Wahlbeteiligung in %              | Wahlbeteiligung in %                                          | 49,5  | 49,5  | 48,0  | 48,0  | 45,7  | 45,7  | 40,7  | 40,7  | 51,0  | 51,0  |

### Bürgermeister
Nach der hessischen Kommunalverfassung wird der Bürgermeister für eine sechsjährige Amtszeit gewählt, seit dem Jahr 1993 in einer Direktwahl, und ist Vorsitzender des Magistrats, dem in der Kreisstadt Friedberg (Hessen) neben dem Bürgermeister hauptamtlich ein Erster Stadtrat und ehrenamtlich acht weitere Stadträte angehören. Bürgermeister ist seit dem 8. Januar 2024 der parteiunabhängige Kjetil Dahlhaus. Er setzte sich am 24. September 2023 im ersten Wahlgang gegen Amtsinhaber Dirk Antkowiak (CDU), der sich um eine zweite Amtszeit beworben hatte, bei 47,43 Prozent Wahlbeteiligung mit 60,58 Prozent der Stimmen durch.
Amtszeiten der Bürgermeister
- 2024–2030 Kjetil Dahlhaus[40]
- 2018–2024 Dirk Antkowiak (CDU)[43]
- 2006–2018 Michael Keller (SPD)
- 1994–2006 Winfried Bayer (CDU)[44]
- 1976–1994 Ludwig Fuhr (SPD) (1932–2021)[45]
- 1965–1975 Karl Raute (SPD) (1910–1989)
- 1946–1965 Fritz Bebber (1899–1976)
- 1945–1946 Anton Heinstadt (1886–1970),
eingesetzt am 24. April von der US-Militäradministration
- 1935–1943 Karl Hermann Vieth
- 1919–1935 Ludwig Seyd
- 1902–1917 Carl Stahl
- 1901–1902 Friedrich Sandmann[46]
- 1883–1901 Johann Adam Steinhäuser
- 1879–1883 Carl Scriba (1823–1883)
- 1868–1879 Albert Foucar
- 1865–1868 Hartmann Walz
- 1859–1864 Philipp Preusser (1792–1864)
- 1845–1859 Adam Bender
- 1825–1845 Daniel Fritz (1777–1845)
- 1821–1824 Georg Groß

### Ortsbeiräte
Für die Stadtteile Bauernheim, Bruchenbrücken, Dorheim, Ockstadt und Ossenheim sowie für die Kernstadt (einschließlich Fauerbach) besteht je ein Ortsbezirk mit Ortsbeirat und Ortsvorsteher nach Maßgabe der §§ 81 und 82 HGO und des Kommunalwahlgesetzes in der jeweils gültigen Fassung.
Die Ortsbezirke sind durch die Gemarkungen der Stadtteile abgegrenzt und bestehen für die Kernstadt aus 13 und für die Stadtteile aus je neun Mitgliedern.
Deren Wahl erfolgt im Rahmen der Kommunalwahlen. Der Ortsbeirat wählt eines seiner Mitglieder zum Ortsvorsteher bzw. zur Ortsvorsteherin. Zur Zusammensetzung siehe die jeweiligen Stadtteile.

### Ortsbeirat Friedberg (Kernstadt)
Bei den Kommunalwahlen in Hessen 2021 betrug die Wahlbeteiligung zum Ortsbeirat 46,83 %. Dabei wurden gewählt: vier Mitglieder der CDU, vier Mitglieder des Bündnis 90/Die Grünen, zwei Mitglieder der SPD und je ein Mitglied der Linken und der „Unabhängigen Wählergemeinschaft Friedberg“ (UWG). Der Ortsbeirat wählte Rudolf Mewes (Grüne) zum Ortsvorsteher.

### Städtepartnerschaften
- Villiers-sur-Marne
- Magreglio
- Bishop’s Stortford (Bishop’s Stortford beschloss im November 2011 die Partnerschaft zum 28. September 2012 zu beenden)[50][51]
- Entroncamento
- Ervěnice (Seestadl) (Ervěnice wurde 1983[52] durch den fortschreitenden Tagebau aufgelöst.)

## Kultur und Sehenswürdigkeiten

### Bauwerke
- Stadtkirche Unserer Lieben Frau
- St.-Jacobus-Kirche

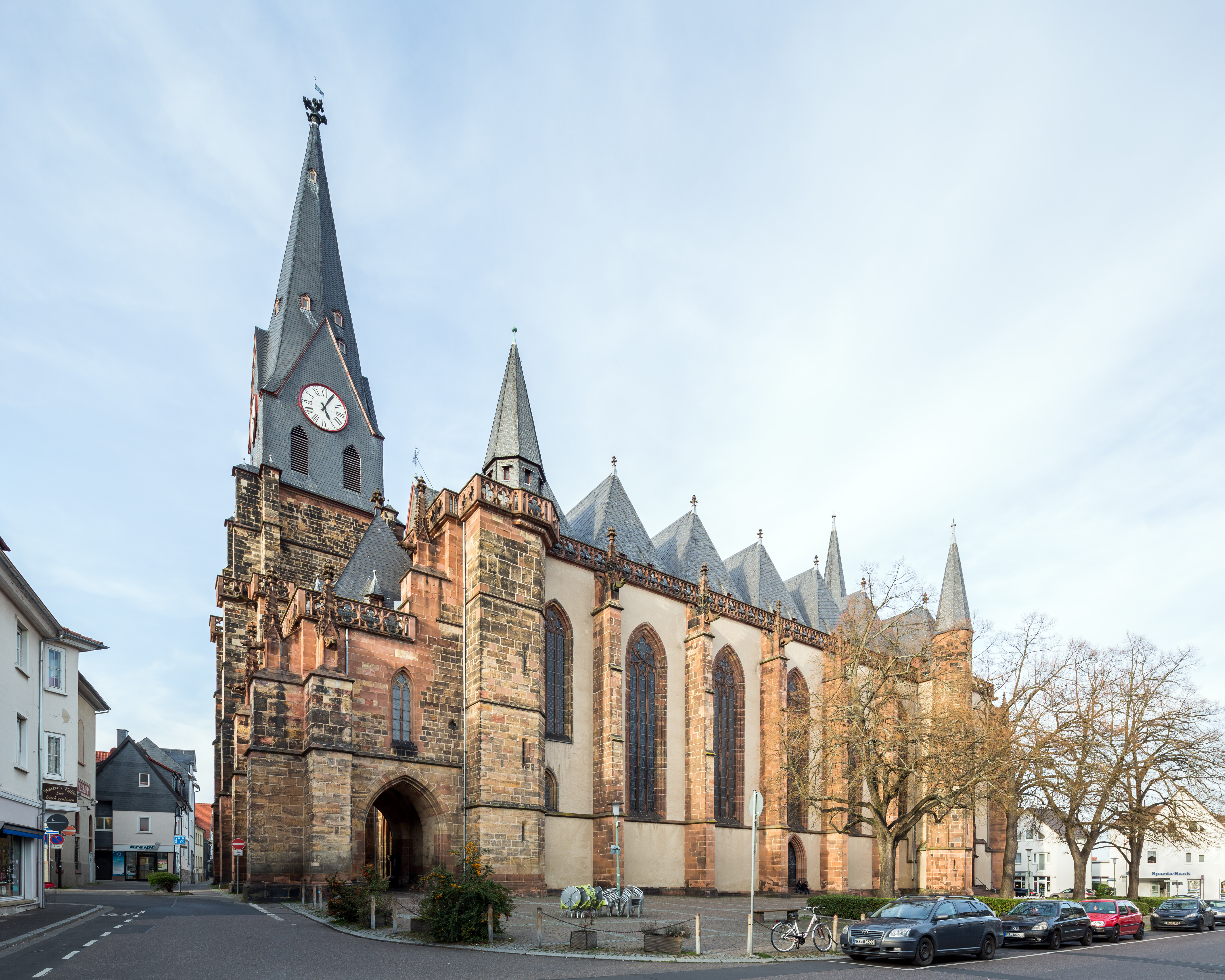
Stadtkirche Friedberg

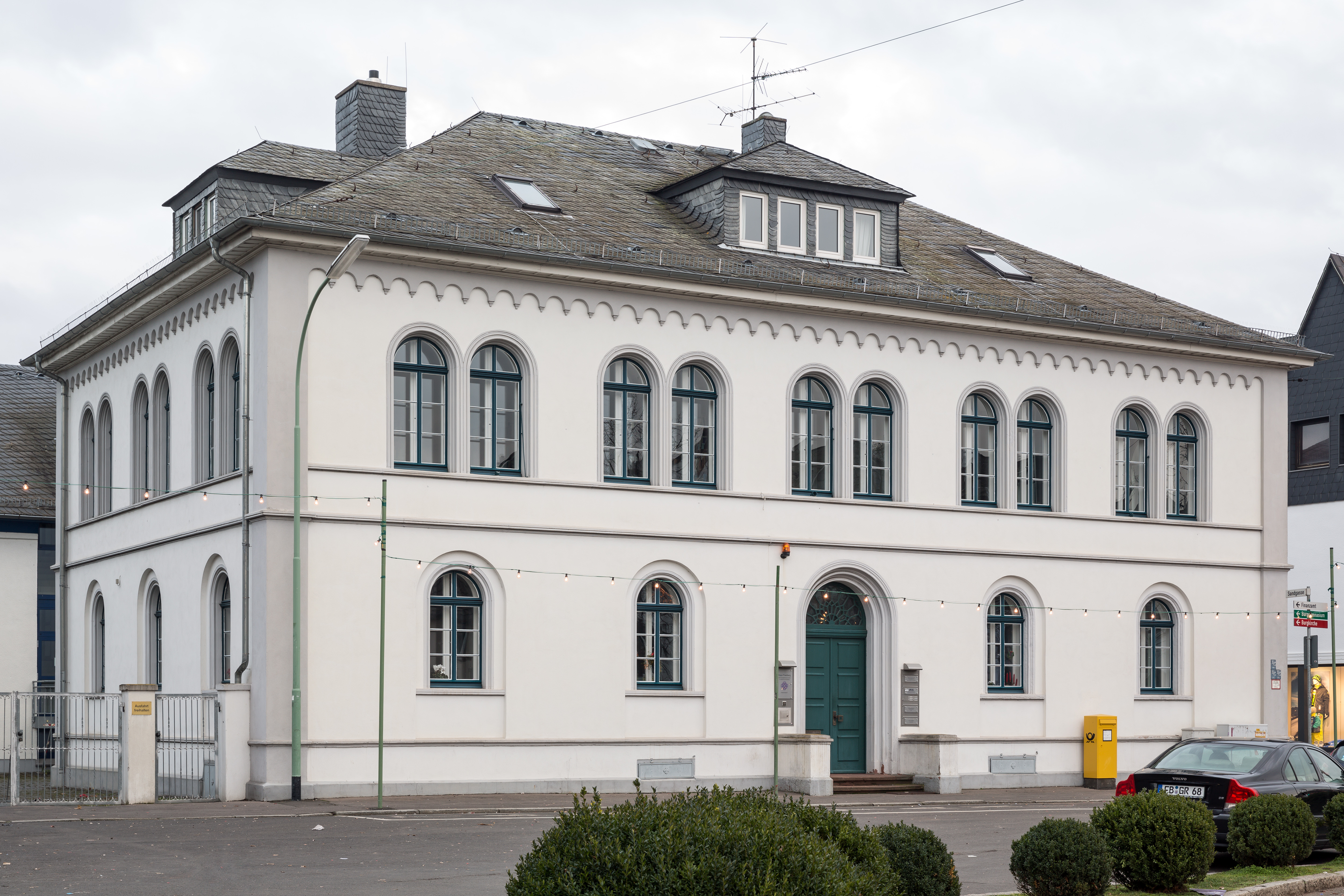
Evangelisches Theologisches Seminar

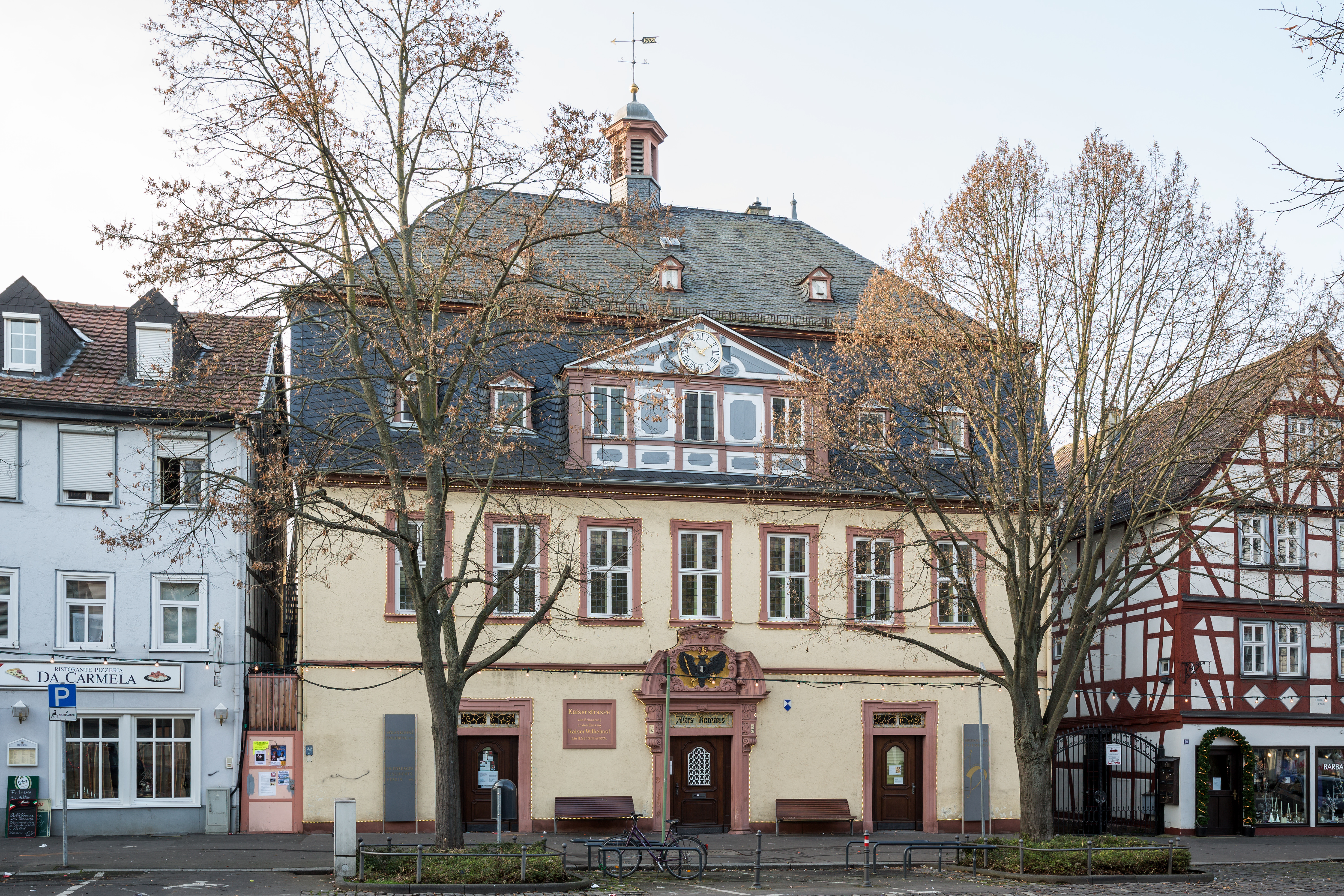
Altes Rathaus

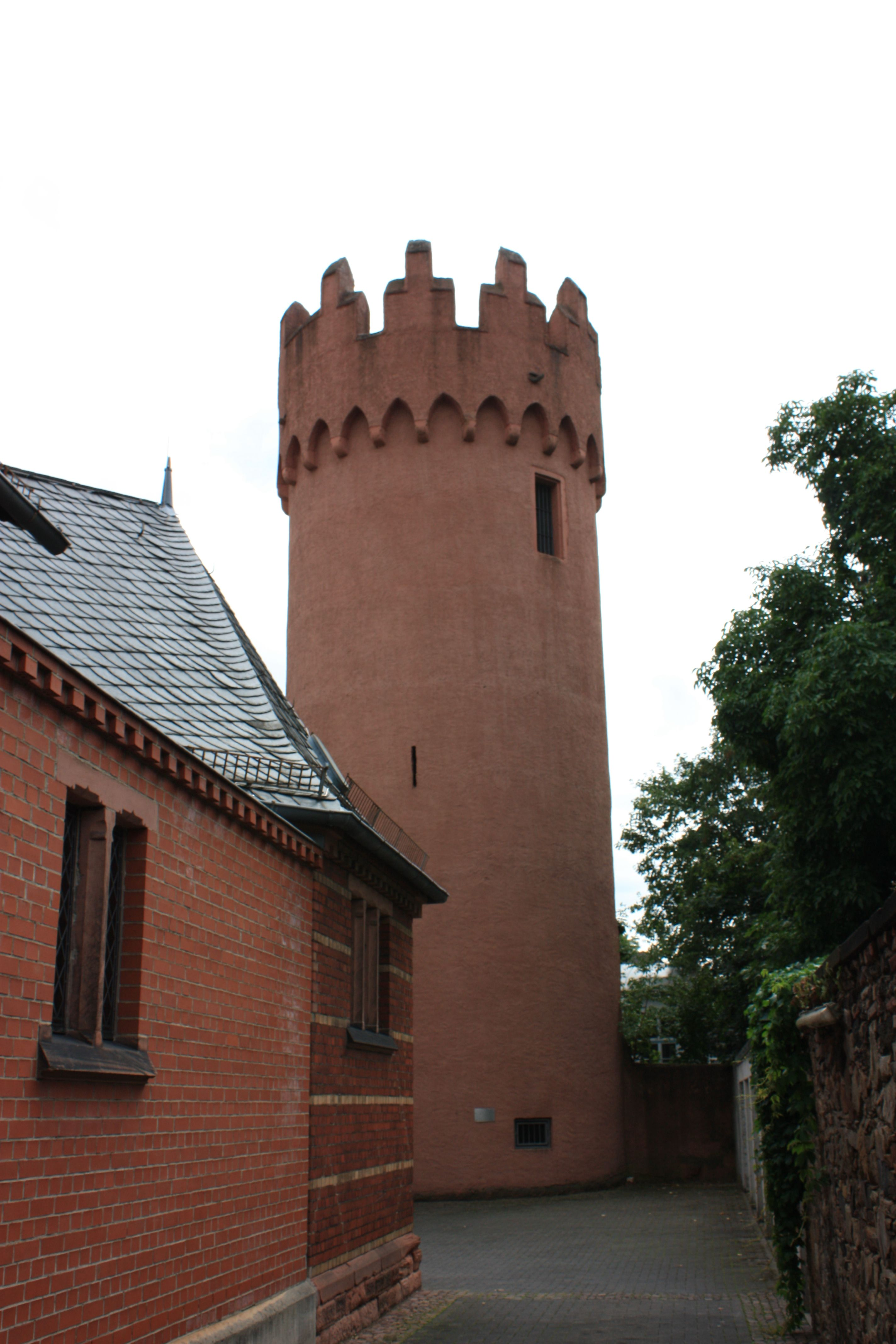
Der Rote Turm

  - Neubarock, „Okschter Dom“, im Ortsteil Ockstadt
- Mikwe
  - Judengasse 20, die Mikwe, deren quadratischer, bis zum Grundwasserspiegel reichender Schacht gut 25 Meter tief ist, wurde laut Inschrift 1260 erbaut.
- Altes Rathaus
  - Zweigeschossiger Putzbau mit Mansarddach und Dachreiter, von 1737 bis 1740 von Johann Philipp Wörrishöfer aus Bad Nauheim errichtet. Das vom Friedberger Stadtwappen bekrönte Portal ist ein Werk des Büdinger Steinmetzen Johann Philipp Mörß. Der Sitzungssaal im Obergeschoss, in dem früher die Stadtverordnetenversammlung zusammentrat, dient seit 2001 der Friedberger Musikschule als Übungsraum.
- Theologisches Seminar
  - Der zweigeschossige spätklassizistische Bau mit Walmdach in der Kaiserstraße wurde 1848 erbaut. Er präsentiert sich in Formen des so genannten Rundbogenstils.
- Burgkirche
  - Der klassizistische Kirchenbau aus dem Jahr 1808 war 1947 Gründungsort der evangelischen Landeskirche in Hessen und Nassau.
- Stadtbefestigung
  - Von der mittelalterlichen Stadtmauer blieben vor allem im Westen größere Abschnitte erhalten, die zum Teil in Häusern verbaut sind. Hier befindet sich auch das zur Seewiese führende Armsünderpförtchen mit Spitzbogen, das vermutlich vor 1293 entstanden ist. Im Südosten erhebt sich der sogenannte Rote Turm mit Spitzbogenfries und Zinnenkranz. Er wurde 1396 erstmals als Teil der Stadtbefestigung erwähnt und diente als Gefängnis.
- Wetterau-Museum
  - mit den Abteilungen Wetterauer Vor- und Frühgeschichte (unter anderem Kelten, Römer), Landwirtschaft des 19. und frühen 20. Jahrhunderts, Kolonialwarenladen um 1900 und Elvis-Presley-Andenken
- Adolfsturm
  - 58 Meter hoher Bergfried, Mitte des 14. Jahrhunderts erbaut und 1352 erstmals urkundlich erwähnt.[53] Der Turm ist das Wahrzeichen von Friedberg und kann besichtigt werden.[54]
- Wasserturm auf dem Wartberg
  - denkmalgeschütztes, auch Wartturm genanntes 38 Meter hohes Bauwerk, 1923 bis 1928 als Wasserturm, Aussichtsturm und Kriegsgedenkstätte errichtet[55]
- Wohnbauten
  - An der die Hauptachse der Innenstadt bildenden Kaiserstraße, die aufgrund ihrer großen Breite früher als Markt genutzt wurde, hat sich eine größere Anzahl von Fachwerkbauten des 15. bis 18. Jahrhunderts erhalten. Davon sind etliche jedoch mit Schiefer verkleidet oder verputzt. Die Untergeschosse wurden fast durchgängig durch Ladeneinbauten verändert. Die Front des wohl zu Beginn des 17. Jahrhunderts entstandenen Hauses Zur Zeit (Kaiserstraße 33) ziert im ersten Obergeschoss ein polygonaler Erker. Erheblich älter ist das verschieferte Doppelhaus Nr. 44: Es soll bereits im frühen 15. Jahrhundert errichtet worden sein. Besonders ansehnlich ist das 1333 bezeugte Haus zum Roseneck (Nr. 59/61), das in seiner jetzigen Form wohl aus der zweiten Hälfte des 15. Jahrhunderts stammt. Es ist jedoch kein reiner Fachwerkbau; seine beiden Untergeschosse sind massiv aufgeführt. Das angeblich 1473 errichtete Haus Zum Bornziegel (Nr. 77) war einstmals das Zunfthaus der Wollweber. Noch dem 16. Jahrhundert dürften Nr. 73 und 75 entstammen. Zu den stattlichsten Bauten zählt das dreigeschossige traufständige Haus Nr. 114. Es ist mit 1598 bezeichnet und verfügt im Inneren noch über eine hölzerne Spindeltreppe. Zu den wenigen älteren Massivbauten an der Kaiserstraße zählen Nr. 118 und Nr. 120. Ersteres ist wohl der älteste Profanbau der Stadt. Es dürfte noch im ausgehenden 12. Jahrhundert entstanden sein und war im Besitz der Deutschordens-Kommende Sachsenhausen. Das benachbarte Haus Fertsch (Nr. 120) stammt im Kern wohl aus dem frühen 14. Jahrhundert, wurde aber um 1720 in barocken Formen umgestaltet. Es gehörte ebenfalls dem Deutschen Orden und gelangte zu Anfang des 20. Jahrhunderts in den Besitz des Friedberger Kaufmannes Wilhelm Fertsch, der es mit einem neuen Mansarddach und einem Holzerker an der Westseite versehen ließ.
  - Auch in den schmalen, von der Kaiserstraße abzweigenden Nebengassen blieben einige ältere Bauten erhalten, darunter Usagasse 15 aus der zweiten Hälfte des 17. Jahrhunderts, Nr. 32 aus der Mitte des 16. Jahrhunderts sowie Engelsgasse 7. Der dreigeschossige Ständerbau ist für 1471 dendrochronologisch datiert.

### Theater Altes Hallenbad

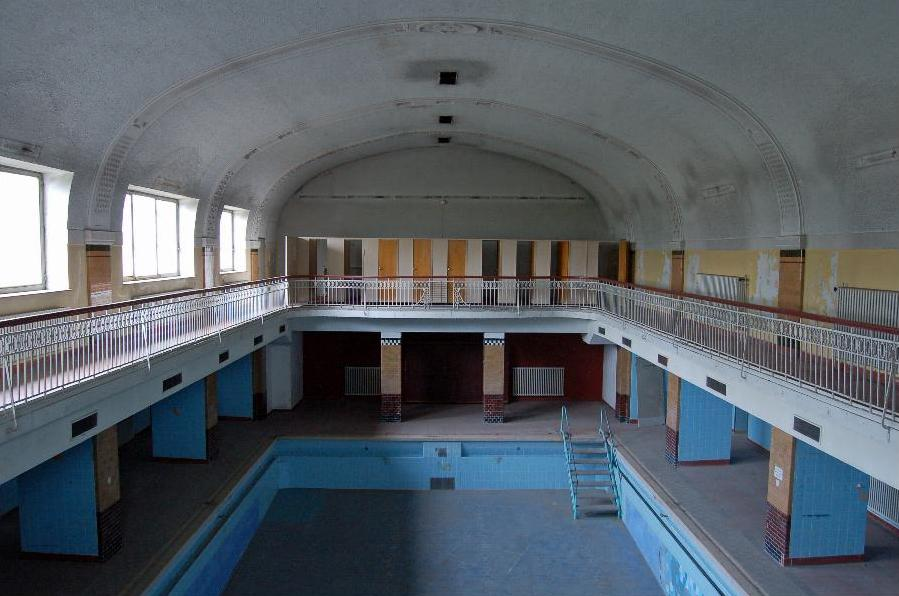
Innenansicht des Alten Hallenbades

Das Bad wurde in den Jahren 1908 und 1909 nach den Plänen des Gießener Architekten Hans Meyer errichtet. Die Mittel für den Bau wurden durch einen zu diesem Zweck gegründeten Bürgerverein aufgebracht
Die 2007 gegründete Gesellschaft der Freunde „Theater Altes Hallenbad“ Friedberg/Wetterau e. V., wandelte das seit 1980 ungenutzte Alte Hallenbad in der Stadtmitte zu einem Theater- und Veranstaltungsraum mit etwa 150–200 Sitzplätzen um. Seit 2013 wird es für Kulturveranstaltungen genutzt.

### Musik
In Friedberg fand von 1976 bis 1999 jedes Jahr das „Friedberger Burgfest“ mit namhaften Musikern und Bands im Burggarten statt. Ab 2000 bis 2009 fand jährlich das Soundgarden Festival statt, ein Musikfestival, bei dem immer wieder namhafte Musiker und Bands auftreten. 2010 fiel das Soundgarden Festival aus, seit 2011 findet es im Goldsteinpark in der Nachbarstadt Bad Nauheim statt. Die Pop-Rock-Girlband Fräulein Wunder, die von 2006 bis 2010 Musik machte, kam aus Friedberg.

### Sport
Der älteste Sportverein ist die Turngemeinde Friedberg von 1845 mit knapp 2000 Mitgliedern, ein Mehrspartenverein. Die Handballer der Turngemeinde spielen seit der Saison 2018/19 in der Landesliga Hessen. Der VfB Friedberg spielt mit seiner Wasserball-Sparte in der 2. Liga und von 1933 bis 1939 war die Fußballmannschaft des VfB Mitglied der damals erstklassigen Gauliga Hessen.
Der TSV Friedberg-Fauerbach wurde durch seine Leichtathletik-Abteilung in ganz Deutschland bekannt. Bekannte Sportler sind der Olympiateilnehmer Till Helmke und der U20-Europameister Nils Müller.
Der SV Diana Ockstadt hat mit Stephan Korth einen international erfolgreichen Sportschützen in der Klasse der Rollstuhlfahrer in seinen Reihen.
Auch eine Bundesligamannschaft war in Friedberg zuhause: Die Damenmannschaft der Schachfreunde 1891 Friedberg – die sich selbst die „Friedberger Burgfräuleins“ nannten – spielte von 2012/13 bis 2014/15 in der Schachbundesliga.
Seit 1987 spielen die Friedberg Braves Baseball auf der Seewiese. 1996 gelang der Aufstieg in die 1. Baseball-Bundesliga (Verbleib bis 2000). Seit einigen Jahren spielt die 1. Herrenmannschaft in der Landesliga Hessen, seit 2022 unterhalten die Braves wieder Jugendmannschaften. Aus den Reihen der Friedberg Braves kam der spätere erste deutsche Major League Baseball (MLB) Spieler Donald Lutz, der 2013 in der nordamerikanischen Profiliga debütierte.
Die Radstrecke des Ironman Germany führte bis 2021 durch Friedberg.

## Wirtschaft und Infrastruktur

### Unternehmen
Seit 1980 ist Friedberg Sitz der Subaru Deutschland GmbH. Ebenfalls ansässig ist der Spieleverlag Pegasus Spiele.
Seit 1992 hat die Fresenius Kabi mit Sitz in Bad Homburg eines ihrer größten Werke in Friedberg. Die Firma Engel Caravaning hat seit 2009 ihren Sitz in Friedberg.

### Medien
- Wetterauer Zeitung
- Ein Rundfunksender für Radyo Metropol FM (Hessen) (89,9 MHz, 320 W) befindet sich auf einem Dach bei 50°19'54"N und 8°45'19"E (Saarstraße 16–18).[63]

### Verkehr
Friedberg ist der Mittelpunkt der alten Kulturregion Wetterau und der wichtigste Verkehrsknotenpunkt zwischen Frankfurt und Gießen. Von den hier zusammenlaufenden Verkehrslinien ist die wichtigste die gesamtdeutsche Nord-Süd-Hauptstrecke, die von Hamburg über Frankfurt bis in die Alpen führt. Sie existierte bereits in vorgeschichtlicher Zeit, war im Mittelalter eine wichtige Handelsstraße und besteht heute in Form der Bundesautobahn 5, der Bundesstraße 3 und der Main-Weser-Bahn.

#### Straße
Die A 5 gehört zu den wichtigsten Fernstraßen in Deutschland. In der Wetterau dient sie vor allem den Berufspendlern auf ihrem Weg in den Raum Frankfurt. In Richtung Norden ist die Universitätsstadt Gießen schnell über die A 5 zu erreichen. Die A 45 kommt ebenfalls aus dem Gießener Raum und führt ins östliche Rhein-Main-Gebiet um Hanau.
Die B 3 führte früher mitten durch die Friedberger Innenstadt und belastete durch ihr hohes Verkehrsaufkommen die Anwohner erheblich. Eine entlastende Umgehungsstraße wurde deshalb jahrzehntelang diskutiert. Der Bau der B 3a begann jedoch erst im Jahr 2005. Im Juni 2009 wurde die Umgehungsstraße für den Verkehr freigegeben. Mit Eröffnung der Umgehungsstraße verläuft die B 3 nicht mehr durch die Friedberger Innenstadt, sondern westlich von Friedberg und östlich vom Stadtteil Ockstadt. Sie nimmt nun auch den Verkehr der B 455 auf, die von Rosbach kommend früher ebenfalls durch die Innenstadt verlief und die Stadt im Norden wieder verließ. Einzige im Stadtgebiet verbliebene Fernstraße ist die B 275, die aus dem Hintertaunus kommend in den Vogelsberg führt und dabei Friedberg durchquert.

#### Schiene

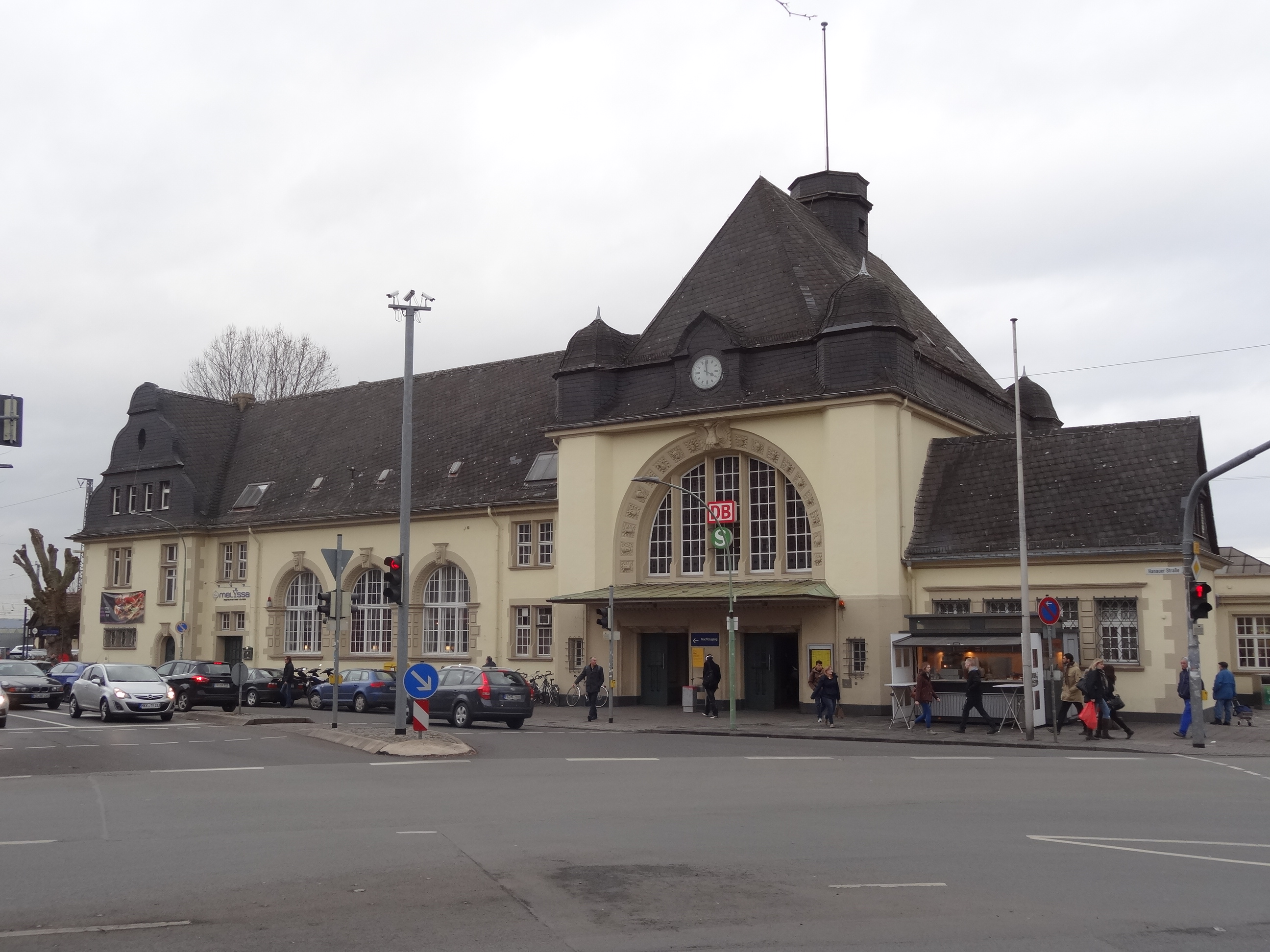
Bahnhof Friedberg (Hess), Empfangsgebäude

Friedberg erhielt 1850 mit der Eröffnung der Main-Weser-Bahn Anschluss an das deutsche Eisenbahnnetz. Neben dem im selben Jahr eröffneten Bahnhof Friedberg (Hess) besitzt Friedberg im Stadtgebiet heute die Haltepunkte Friedberg (Hessen) Süd, Bruchenbrücken und Dorheim (Wetterau), die ausschließlich dem Personennahverkehr dienen.
Ausgehend vom Bahnhof Friedberg (Hessen) wurden weitere Bahnstrecken eröffnet, 1881 die Strecke nach Hanau, 1897 die Horlofftalbahn nach Hungen und 1901 die Bahnstrecke Friedberg–Friedrichsdorf.
Seit 1978 hat Friedberg Anschluss an die S-Bahn Rhein-Main; die Linie S6 verkehrt im Halbstundentakt, am späten Nachmittag auch im Viertelstundentakt, auf der Main-Weser-Bahn nach Frankfurt.
Bis auf wenige Ausnahmen halten die ICE-Züge der Linie (Stralsund–)Hamburg–Kassel-Wilhelmshöhe–Gießen–Frankfurt (Main)–Heidelberg–Karlsruhe(–Konstanz/Basel) in Friedberg.

#### Busverkehr

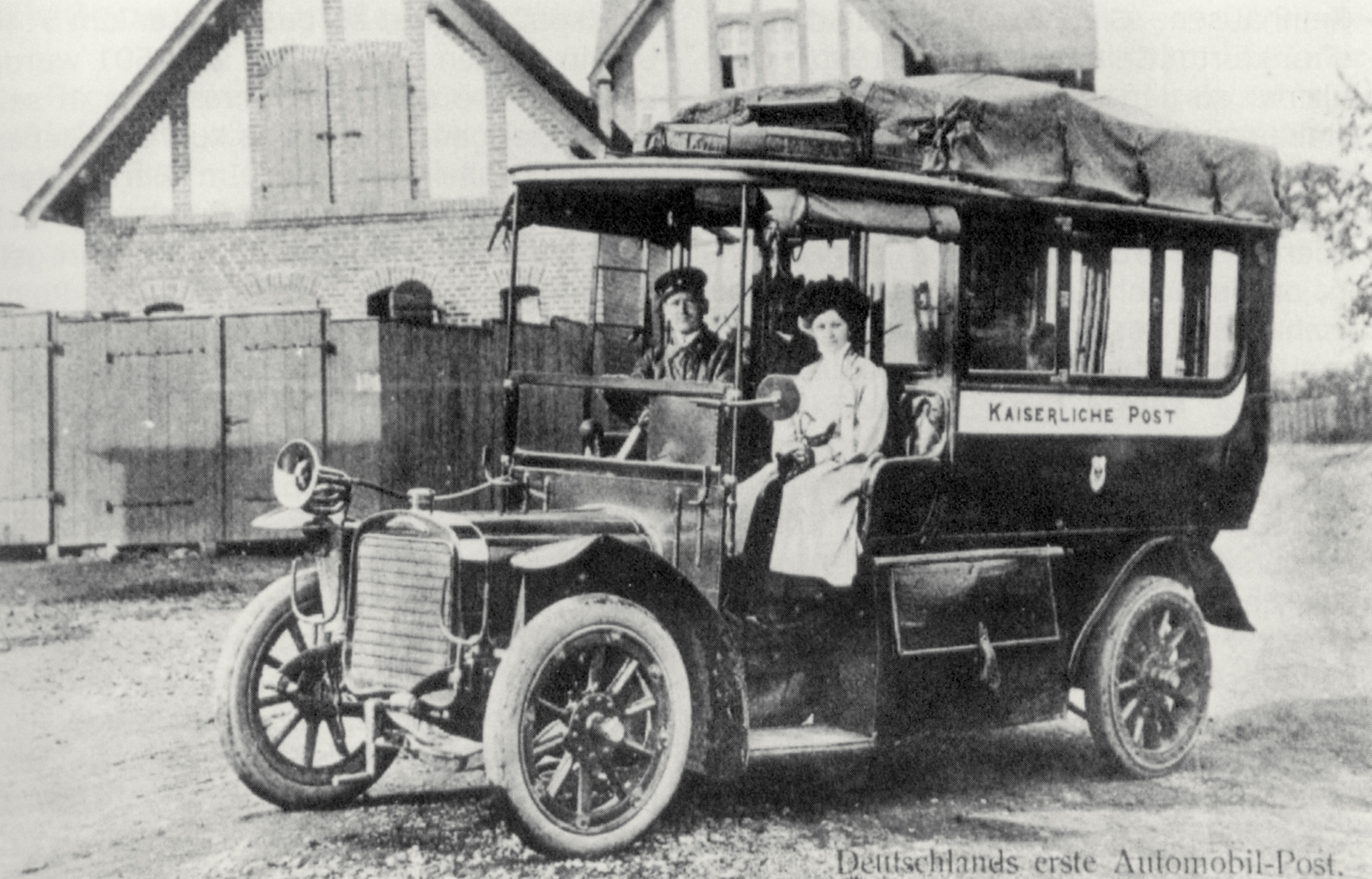
Deutschlands erster Postbus verkehrte ab 1906 zwischen Friedberg und Ranstadt

Friedberg wird heute von verschiedenen Buslinien der Verkehrsgesellschaft Oberhessen (VGO) bedient. Seit dem Fahrplanwechsel am 14. Dezember 2014 hat Friedberg ein eigenes Stadtbussystem, das aus den zwei Rundlinien FB-30 und FB-31 besteht.

### Bildung
In Friedberg existieren mehrere Bildungseinrichtungen:
| - Adolf-Reichwein-Schule Friedberg - Augustinerschule - Brüder-Grimm-Schule - Burggymnasium - Gemeinsame Musterschule - Grundschule Fauerbach - Grundschule Ockstadt - Helmut-von-Bracken-Schule - Henry-Benrath-Schule | - Johann-Peter-Schäfer-Schule (Ursprung 1850 durch J. P. Schäfer) - Johann-Philipp-Reis-Schule - Johannes-Vatter-Schule - Montessori-Grundschule Friedberg - Montessori-Sekundarschule Wetterau - Philipp-Dieffenbach-Schule - Technische Hochschule Mittelhessen - Wartbergschule |

## Persönlichkeiten

### In Friedberg geboren
- der kaiserliche Notar Rudolf Rule (≈1320–1367)
- der Theologe, Reformator und Dichter Erasmus Alber(us) (≈1500–1553)
- der Theologe Heinrich Vietor († 1576), wirkte als Prediger und als Aufseher der Schulen in Friedberg
- der Buchdrucker Zacharias Palthenius (1570–1614), Nachfolger von Johann Wechel in Frankfurt am Main, Bruder und Vorgänger von Hartmann Palthenius
- das letzte Opfer der Hexenverfolgung in Friedberg: Susanna Edelhäuser (1634–1665)
- der Burgmann in Friedberg Karl von Breidenbach zu Breidenstein (1751–1813)
- der Unternehmer Leopold Cassella (1766–1847)
- der Verwaltungsjurist und Schriftsteller Ferdinand Schazmann (1766–1845)
- der Schriftsteller Siegfried Schmid (1774–1859)
- der Landrat Ludwig Christian Knorr von Rosenroth (1786–1846)
- der liberale Politiker und Staatsminister in Hessen-Homburg Christian Bansa (1791–1862)
- der hessischer Jurist und liberaler Politiker und Abgeordneter der 2. Kammer der Landstände des Großherzogtums Hessen Karl Ploch (1792–1872)
- der Pfarrer und Abgeordnete Karl Daniel Kümmich (1798–1856)
- der Pfarrer und Abgeordnete Karl Friedrich Koch (1802–1865)
- der Hofgerichtspräsident und Landtagsabgeordnete Friedrich Kraft (1807–1874)
- der evangelische Geistliche und Naturforscher Karl Müller (1825–1905)
- der Richter, Hochschullehrer, Parlamentarier und Kirchenpolitiker Wilhelm Heinzerling (1828–1896)
- der Kaufmann und Politiker Carl Trapp (1842–1921)
- der Oberkonsistorialrat Martin Waas (1843–1916)
- der Jurist und Versicherungsmanager Ferdinand Hahn (1845–1906)
- der evangelische Theologe Theodor Schäfer (1846–1914), er gilt als Pionier der Körperbehindertenfürsorge
- der Wirtschaftswissenschaftler, Bankier und Kulturmäzen Felix Hecht (1847–1909)
- die Zoologen Oscar (1849–1922) und Richard Hertwig (1850–1937)
- der liberale hessische Landtagsabgeordnete, Stadtrat, Beigeordneter und Ehrenbürger von Friedberg Adolf Windecker (1857–1939)
- der liberale hessische Landtagsabgeordnete und Beigeordnete in Friedberg Carl Damm (1857–1926), nach dem die Carl-Damm-Straße benannt ist
- der deutsche Marineoffizier, Schiffskommandant und Konteradmiral der Kaiserlichen Kriegsmarine Georg Friedrich Scheibel (1858–1943)
- der evangelische Theologe und Hochschullehrer Karl Eger (1864–1945)
- der katholische Moraltheologe und Politiker Karl Hilgenreiner (1867–1948)
- der Maler, Akademieprofessor und Typograph Albert Windisch (1878–1967)
- der Diamantengroßhändler und -monopolist Ernst Oppenheimer (1880–1957)
- der Schriftsteller Henry Benrath (1882–1949)
- der klassischer Philologe und Universitätsprofessor Wilhelm Süß (1882–1969)
- der Diplomat Clemens von Brentano (1886–1965)
- der Bischof von Mainz Albert Stohr (1890–1961)
- der Fabrikant und Fußball-Mäzen Walter Neumann (1892–1948)
- der Kunsthistoriker und Bibliothekar Ludwig Schudt (1893–1961)
- der Lyriker und Essayist Fritz Usinger (1895–1982)
- die kommunistische Politikerin Cilly Schäfer (1898–1981)
- der Jurist und Rechtssoziologe Ernst Eduard Hirsch (1902–1985)
- der Physikochemiker Friedrich Wilhelm Jost (1903–1988)
- der Verbandsfunktionär und CDU-Politiker Hanns Neubauer (1905–2003)
- der Kunsthistoriker, Museumsdirektor und Autor Werner Kloos (1909–1990)
- die Fernsehpersönlichkeit Wolf Schmidt (1913–1977), bekannt aus Familie Hesselbach, der ersten Fernsehfamilie Deutschlands
- der SPD-Politiker Karl Heinz Schneider (1917–1991)
- der Goethe-Forscher und Literat Fritz Ebner (1922–2010)
- der Biologe, Hochschullehrer, Fernseh- und Radiomoderator Wolfgang Kuhn (1928–2001)
- der Historiker Heinrich Loth (* 1930)
- der Philosoph und Hochschullehrer Wolfdietrich Schmied-Kowarzik (* 1939)
- die Künstlerin Ingrid Hornef (* 1940)
- der Landtagsabgeordnete in Baden-Württemberg Wolfgang Bebber (* 1943)
- der Journalist und Schriftsteller Wolfgang Günter Lerch (* 1946)
- der Musiker Johnny Tame (1947–2022)
- der Politiker und Bürgermeister der Stadt Friedberg Michael Keller (* 1949)
- der Theologe Rainer Riesner (* 1950)
- der Künstler Dieter Scheibel (* 1950)
- der Bauingenieur und Hochschullehrer Manfred Norbert Fisch (* 1951)
- der Politikwissenschaftler Herfried Münkler (* 1951)
- der Komponist, Klangkünstler, Hörfunkautor, -Regisseur Werner Cee (* 1953)
- der Historiker und Archivar Thomas Schilp (1953–2019)
- der Archäologe Reinhard Bernbeck (* 1958)
- der Schauspieler Mathias Herrmann (* 1962), bekannt aus der ZDF-Krimiserie Ein Fall für Zwei
- der Theaterautor, Regisseur und Dramatiker René Pollesch (1962–2024)
- die Übersetzerin Kirsten Brandt (* 1963)
- der Ökonom Bernd Fitzenberger (* 1963)
- der Filmproduzent Benjamin Herrmann (* 1971)
- der Eishockeyspieler Steffen Michel (* 1972)
- der Sänger, Komponist, Schauspieler und Produzent Ike Moriz (* 1972)
- die Fernsehmoderatorin Selma Üsük (* 1974)
- der Politiker Christof Leng (* 1975)
- der Schriftsteller Daniel Holbe (* 1976)
- der Politiker Rouven Kötter (* 1979)
- der Fußballspieler Dexter Langen (* 1980)
- die Singer-Songwriterin Karoline Schaum (* 1980)
- die Schauspielerin Britta Hammelstein (* 1981)
- die Fernsehjournalistin Mirjam Meinhardt-Krug (* 1981)
- der Baseballspieler Sascha Lutz (* 1983)
- der Sprinter Kamghe Gaba (* 1984)
- der Olympiateilnehmer im 200-m-Lauf und mit der 4 × 100-m-Staffel Till Helmke (* 1984)
- der Rapper Kollegah, bürgerlich Felix Blume (* 1984)
- die Sozialpädagogin und Buchautorin Semiya Şimşek (* 1986)
- die Schauspielerin Sarah Ulrich (* 1988), bekannt aus der Daily Soap Unter uns
- der Handballspieler Konstantin Poltrum (* 1994)

### In Friedberg wirken oder wirkten
- Wilhelm Beuttel (1900–1944), Widerstandskämpfer, wuchs in Friedberg auf; von 1920 bis 1929 KPD-Stadtverordneter
- Wilhelm Curtmann (1802–1871), Pädagoge, von 1841 bis 1864 Rektor des Schullehrerseminars in der Stadt
- Johann Philipp Dieffenbach (1786–1860), 42 Jahre lang Schulrektor in Friedberg, Pionier der Archäologie in der Wetterau
- Donald Lutz (* 1989), erster deutscher Baseballspieler im Major League Baseball, verbrachte Kindheit und Jugend in Friedberg
- Hans Meyer (1867–1949), Architekt des 1908 bis 1909 errichteten (alten) Hallenbades (heute Theater Altes Hallenbad Friedberg/Wetterau), Haagstraße 29[66][67]
- Thanassis Nalbantis (* 1959), Autor und Kommunikationsspezialist[68][69][70][71]
- Elvis Presley (1935–1977), Sänger (King of Rock ’n’ Roll), leistete 1958–1960 seinen Wehrdienst bei der US Army in Friedberg ab, wohnte aber in einem Hotel in Bad Nauheim
- Georg Jakob Roller (* 1774 in Wildberg (Schwarzwald); † 1857 in Friedberg), Pädagoge, gründete 1820 in Worms eine private Taubstummenschule, war 1837 Gründer und bis 1855 Direktor der Taubstummenanstalt (zunächst Taubstummenschule) Friedberg in enger Verbindung mit dem Predigerseminar (ebenfalls 1837 eröffnet) und dem Lehrerseminar; bekam für seine überragenden pädagogischen Leistungen die Ehrendoktorwürde der Universität Gießen verliehen
- Johann Peter Schäfer (* 8. Mai 1813 in Altenstadt in Hessen; † 26. Dezember 1902 in Friedberg), gründete – nachdem er zuvor Taubstummenlehrer an der Friedberger Taubstummenschule gewesen war – 1850/51 die erste Blindenanstalt Hessens in Friedberg und war ihr langjähriger Direktor (bis 1894), seit 3. November 1856 Ehrenbürger der Stadt Friedberg
- James Peace (* 1963), Komponist, gab im November 1992 sein deutsches Debüt (Klavierrezital) in Friedberg

## Trivia
- Das One-Shot-Abenteuer „Kraanewasser“ (umgangssprachlich für: Leitungswasser), erschienen am 18. Oktober 2024 bei dem in Friedberg ansässigen Verlag Pegasus Spiele für die 7. Edition des Pen-&-Paper-Rollenspiels Call of Cthulhu, spielt in Friedberg. Zentrale Szenen des thematisch in den Bereichen Horror und Mystery zu verortenden Szenarios werden in den historischen Bauwerken Friedbergs angesiedelt, darunter auch die Mikwe, das Wetterau-Museum, der Wasserturm auf dem Wartberg, das alte Hallenbad, Burg Friedberg und der St. Georgsbrunnen. Weitere charakteristische Orte werden zumindest erwähnt, darunter die hier als Polytechnikum bezeichneten Technischen Hochschule Mittelhessen und das Usa-Wellenbad. Im Laufe des Abenteuers gehen die Spielenden einer Reihe fiktiver Vermisstenfälle und anderen rätselhaften Phänomenen nach, deren Ursache in einem von den Wesenheiten des Cthulhu-Mythos abgeleiteten Monster oder einer solchen Gottheit zu finden ist. Dieses Wesen ist im unter der Stadt liegenden Basaltgestein eingeschlossen, kann sich jedoch durch die Wasserleitungen der Stadt bewegen.[72]